# Möhn (Welschbillig)
 Möhn  ist ein Ortsteil und ein Ortsbezirk der Ortsgemeinde Welschbillig im Landkreis Trier-Saarburg in Rheinland-Pfalz.

## Geographie
Der Ort liegt südöstlich des Kernortes Welschbillig in Hanglage im Tal des Mordbach, der weiter nordöstlich in den Welschbilligerbach mündet. Östlich liegt das Naturschutzgebiet Hang am Hohengöbel bei Kimmlingen.
Zum Ortsbezirk gehören die Wohnplätze Hoxberg, Thussengshof und Heinzhof.
Die Straßenbezeichnungen in Möhn lauten: In Möhn, Heinzhof und Tussenghof.
Nachbarorte neben Welschbillig selbst sind der Ortsteil Träg im Norden, die Ortsgemeinde Kordel im Osten, Newel und dessen Ortsteil Butzweiler im Süden bzw. Südosten, der zu Ralingen gehörende Ortsteil Olk im Südwesten, sowie das bereits zum Nachbarkreis Bitburg-Prüm gehörende Eisenach im Nordwesten.

## Geschichte
Möhn wurde im Jahre 786 als Medona erstmals urkundlich erwähnt. Spätere Schreibweisen waren Miena, Myene und weitere Abwandlungen. Spekuliert wird über einen Namensursprung aus der Zeit der Treverer, für den es aber keinen konkreten Beleg gibt. Bestätigt ist dagegen die Existenz eines gallorömischen Tempelbezirks im Süden der Gemarkung.
Für einige Jahrhunderte gehörte Möhn zu Kurtrier, Ende des 18. Jahrhunderts dem Amt Welschbillig zugeordnet.
Nach der Inbesitznahme des Linken Rheinufers durch französische Revolutionstruppen war der Ort von 1798 bis 1814 Teil der Französischen Republik (bis 1804) und anschließend des Französischen Kaiserreichs, zugeordnet dem Kanton Pfalzel im Arrondissement Trier im Saardepartement. Nach der Niederlage Napoleons kam Möhn 1815 aufgrund der auf dem Wiener Kongress getroffenen Vereinbarungen zum Königreich Preußen. Der Ort wurde der Bürgermeisterei Welschbillig im Landkreis Trier im Regierungsbezirk Trier zugeordnet, der 1822 Teil der neu gebildeten Rheinprovinz wurde.
Als Folge des Ersten Weltkriegs gehörte die gesamte Region zum französischen Teil der Alliierten Rheinlandbesetzung. Nach dem Zweiten Weltkrieg wurde Möhn innerhalb der französischen Besatzungszone Teil des damals neu gebildeten Landes Rheinland-Pfalz.
Im Rahmen der Mitte der 1960er Jahre begonnenen rheinland-pfälzischen Gebiets- und Verwaltungsreform wurde der Landkreis Trier am 7. Juni 1969 aufgelöst. Möhn gehörte zu dem größeren Kreisteil, der mit dem Landkreis Saarburg zum neuen Landkreis Trier-Saarburg vereinigt wurde. Am 31. Dezember 1975 wurde die bis zu diesem Zeitpunkt selbstständige Gemeinde mit damals 278 Einwohnern nach Welschbillig eingemeindet. Im Dezember 1998 entschied der Welschbilliger Gemeinderat, ab der Kommunalwahl vom 13. Juni 1999 den bisher zu Möhn gehörenden Ortsteil Träg als eigenen Ortsbezirk festzulegen.
Ursprünglich stark landwirtschaftlich geprägt, machte Möhn in den letzten Jahrzehnten einen deutlichen Strukturwandel durch. Gab es in den 1950er Jahren noch über 20 landwirtschaftliche Haupterwerbsbetriebe im Ort, waren es 2004 noch 7, mit weiterhin fallender Tendenz.

## Politik

### Ortsbezirk
Möhn ist gemäß Hauptsatzung einer von vier Ortsbezirken der Ortsgemeinde Welschbillig. Der Ortsbezirk umfasst das in der Hauptsatzung definierte Gebiet der früheren Gemeinde Möhn ohne den Ortsteil Träg. Die Interessen des Ortsbezirks werden durch einen Ortsbeirat und durch einen Ortsvorsteher vertreten.

### Ortsbeirat
Der Ortsbeirat besteht aus fünf Mitgliedern, die bei der Kommunalwahl am 9. Juni 2024 in einer personalisierten Verhältniswahl gewählt wurden, und dem ehrenamtlichen Ortsvorsteher als Vorsitzendem.
Die Sitzverteilung:
| Wahl | CDU | FW (*) | Gesamt  |
| ---- | --- | ------ | ------- |
| 2024 | 2   | 3      | 5 Sitze |
| 2019 | 2   | 3      | 5 Sitze |
| 2014 | 3   | 2      | 5 Sitze |
| 2009 | 4   | 1      | 5 Sitze |

### Ortsvorsteher

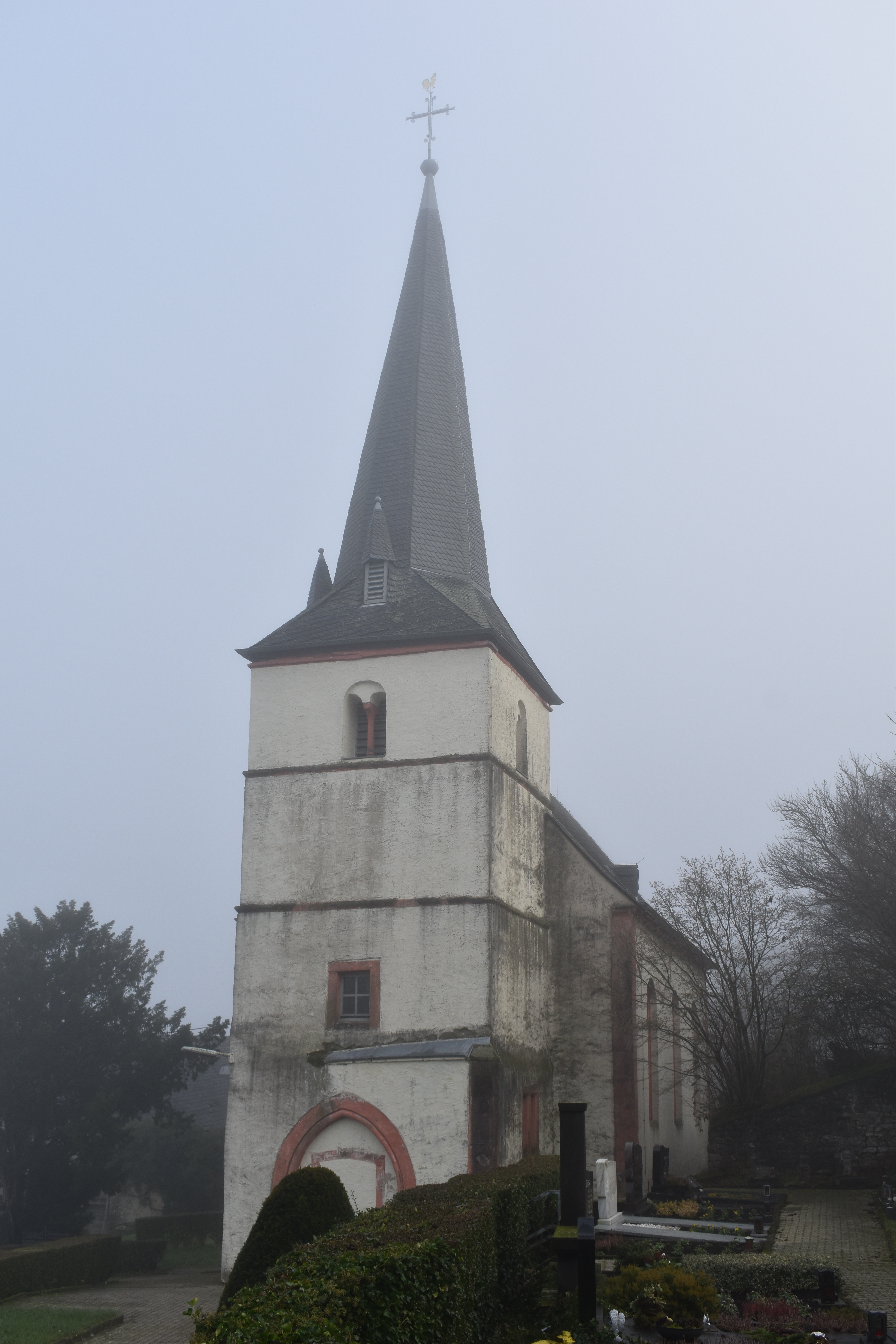
Kirche St. Luzia

Thomas Neises (FW) wurde am 10. September 2024 Ortsvorsteher von Möhn. Bei der Direktwahl am 9. Juni 2024 war er als einziger Bewerber mit einem Stimmenanteil von 74,3 % für fünf Jahre gewählt worden.
Der Vorgänger von Thomas Neises, Mirco Lewandowski (FW), hatte das Amt am 18. August 2014 übernommen. Vor Lewandowski hatte Peter Tusseng (CDU) das Ehrenamt von 1994 bis 2014 ausgeübt.

## Kultur und Sehenswürdigkeiten
In der Liste der Kulturdenkmäler in Welschbillig sind für Möhn acht Einzeldenkmäler aufgeführt. Das Wahrzeichen des Dorfes und auffälligstes Gebäude im Ortsbild ist die römisch-katholische Filialkirche St. Luzia, ein barocker Saalbau von 1773/74 mit einem romanischen Turm aus dem 12. Jahrhundert.

## Wirtschaft und Infrastruktur

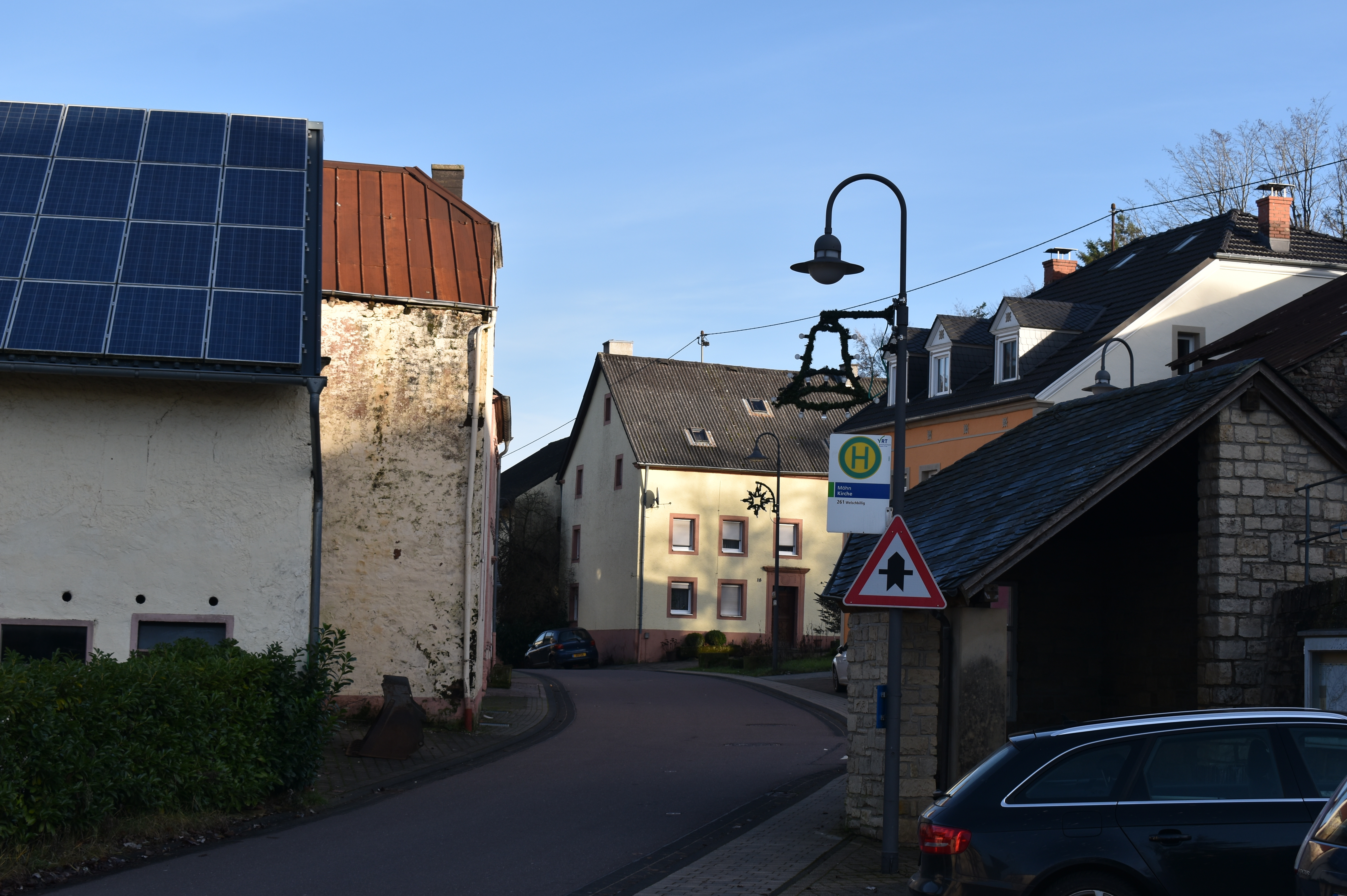
Kreisstraße 21 als Ortsstraße (In Möhn)

Möhn liegt an der Kreisstraße 21, von der am südwestlichen Ortsende die Kreisstraße 20 nach Träg abzweigt. Die Bundesstraße 51 verläuft westlich und die Bundesstraße 422 nördlich des Ortes.